# Miguel I Comneno Ducas
Miguel I Comneno Ducas (en griego: Μιχαήλ Κομνηνός Δούκας, Mikhaēl Komnēnos Doukas), a menudo erróneamente llamado Miguel Ángelo (un nombre que nunca usó), fue el fundador y primer gobernante del principado de Epiro desde 1205 hasta su muerte en 1215.

## Biografía
Miguel fue un hijo ilegítimo del sebastocrátor Juan Ducas. Fue así un primo hermano de los emperadores Isaac II Ángelo y Alejo III Ángelo.
Antes de 1204, fue gobernador del thema de Milasa y Melanúdio en Asia Menor durante los últimos años del reinado de Isaac II Ángelo.. Después de la caída de Constantinopla ante las fuerzas de la Cuarta Cruzada, Miguel entró brevemente en el servicio de Bonifacio de Montferrato, que recibió el Reino de Tesalónica y más territorios sobre Grecia en el reparto del botín. Miguel abandonó a Bonifacio y pudo haber tratado de resistir a los cruzados en el Peloponeso, quizás luchando en la Batalla del Olivar de Koundouros.
Perdiendo la batalla, huyó a Epiro. Allí fundó un estado sucesor bizantino, erróneamente llamado Despotado de Epiro, con su capital en Arta, en la zona del viejo thema de Nicópolis. Epiro se convirtió en el nuevo hogar de muchos refugiados griegos de Constantinopla, Tesalia y el Peloponeso, y Miguel fue descrito como un segundo Noé, rescatando a los hombres de la inundación latina. Juan X Kamateros, el Patriarca de Constantinopla, no consideró a Miguel como un gobernante legítimo, y en su lugar se unió a Teodoro I Láscaris en Nicea, Miguel reconoció la autoridad eclesiástica del Papa Inocencio III en Epiro, cortando sus lazos con la Iglesia ortodoxa en Nicea.
En Epiro, Miguel resistió a los intentos de Bonifacio de Montferrato para dominarlo. El emperador latino Enrique de Flandes exigió que Miguel se subyugara al Imperio Latino, y aceptó una alianza, permitiendo que su hija se casara con el hermano de Enrique, Eustaquio en 1209. Miguel no cumplió con esta alianza, asumiendo que el montañoso Epiro sería principalmente impenetrable por cualquier latino con quienes hizo y rompió alianzas. Mientras tanto, los familiares de Bonifacio de Montferrato hicieron demandas a Epiro, así, y en 1210 Miguel se alió con la República de Venecia y atacó a Tesalónica. Se le acusó de haber sido excesivamente cruel con sus prisioneros, en algunos casos, crucificando sacerdotes latinos. Inocencio III lo excomulgó en respuesta. Enrique ayudó a la ciudad ese mismo año y obligó a Miguel a una nueva alianza nominal.
Sin embargo, Miguel dirigió su atención a capturar otras ciudades de importancia estratégica, como Larisa en Tesalia de los latinos en 1212, y Dirraquio y Corfú de los venecianos en 1214. También tomó el control de los puertos en el Golfo de Corinto. Arrastrado a una guerra contra Serbia, un aliado del Imperio latino y Bulgaria, Miguel fue asesinado por uno de sus siervos en 1215 y fue sucedido por su medio hermano Teodoro Comneno Ducas.

## Familia
Miguel I se casó con la hija de un magnate epirota con quien tuvo a:
- Constantino Comneno Ducas, designado como sucesor de su padre, pero que murió joven.[11][12]
- Teodora Comnena, mencionada brevemente por Demetrios Chomatianos en 1216.[11][13]
- María Comnena Ducaina, que se casó con Constantino Maliaseno[11][12]

Con una amante, Miguel I tuvo al menos un hijo:
- Miguel II Comneno Ducas, que ascendió como gobernante de Epiro en 1230 hasta su muerte ca. 1268. Es el primer gobernante epirota que llevó el título de déspota.[11][14].